# Christian Housiaux
Christian Housiaux est un architecte fonctionnaliste belge des années 1960 et 1970, également connu pour avoir participé à la construction en style néoclassique du siège de la Société Générale de Belgique et de l'extension du siège de l'Union minière.

## Réalisations de style néoclassique
- 1965-1968 Siège de la Société Générale de Belgique (Hugo Van Kuyck, Pierre Guillissen, Christian Housiaux) (travaux effectués de 1968 à 1980)[1];

- 1972-1977 Extension du siège de l'Union minière, rue du Marais 21 à Bruxelles (Christian et Jean-Pierre Housiaux).

## Réalisations de style fonctionnaliste
- 1968-1980 Siège de la Générale de Banque, rue Ravenstein 29 à Bruxelles (Pierre Guillissen, Hugo Van Kuyck, Christian Housiaux, Jean Polak)[2].